# Krzysztof Bień (dziennikarz)
Krzysztof Andrzej Bień (ur. 1953 w Warszawie) – dziennikarz.
Absolwent Wydziału Prawa i Administracji Uniwersytetu Warszawskiego. Syn Janusza Bienia, jednego z pionierów dziennikarstwa zajmującego się problemami nauki i techniki w Polsce, wnuk Adama Bienia, prawnika i polityka, w czasie II wojny światowej I Zastępcy Delegata Rządu na Kraj, sądzonego w procesie szesnastu, więźnia Łubianki.
W latach 1982–2006 pracował w redakcji dziennika Rzeczpospolita zajmując kolejno stanowiska: kierownika działu nauki, działu ekonomicznego, a od 1996 zastępcy redaktora naczelnego gazety. 
W latach 2006 – 2010 był zastępcą redaktora naczelnego dziennika Gazeta Prawna.
Inicjator i organizator wielu rankingów, w tym Listy 500 największych firm polskiej gospodarki i Rankingu Kancelarii Prawnych Rzeczpospolitej, Europejska Gmina, Europejskie Miasto Gazety Prawnej oraz specjalnych dodatków popularyzujących wiedzę prawną i ekonomiczną, m.in. Dobra Firma w Rzeczpospolitej.
W grudniu 2010 został powołany na stanowisko doradcy prezesa Narodowego Banku Polskiego. Jednocześnie objął funkcję redaktora naczelnego portalu ekonomicznego Obserwatorfinansowy.pl.
W 2014 został odznaczony Krzyżem Kawalerskiem Orderu Odrodzenia Polski.